# آیروکلند کلاس قیصر
آیروکلند کلاس قیصر (به انگلیسی: Kaiser-class ironclad) یک کلاس از کشتی است که طول آن ۸۹٫۳۴ متر (۲۹۳٫۱ فوت) می‌باشد.